# The Lonely Position of Neutral
Albums de Trust Company
True Parallels
(2005)
Singles
1. Downfall
Sortie : 2002
2. Running from Me
Sortie : 2002
3. The Fear
Sortie : 2003

The Lonely Position Of Neutral  est le premier album studio du groupe américain de rock Trust Company. Il sort, sous le label Geffen Records, le 22 juillet 2002 à l'international et le 23 juillet 2002 aux États-Unis. Une version incluant deux chansons bonus, The Lonely Position, sort le 19 février 2003.
The Lonely Position Of Neutral est l'album le plus vendu à ce jour de Trust Company et est certifié or pour des ventes supérieures à 500 000 exemplaires.

## Chansons
Le titre Drop to Zero est également connu sous le nom de The Lonely Position Of Neutral à l'époque où le groupe s'appelait 41Down, et est remanié pour cet album.
Le premier single de l'album, Downfall, sort en 2002. Il permet au groupe d'acquérir une grande popularité grâce à sa mélodie entraînante et à son clip atypique. Le titre atteint la sixième place du classement Mainstream Rock Tracks et Modern Rock Tracks, et se classe à la 91e place du classement Billboard Hot 100. La vidéo montre le chanteur Kevin Palmer marchant dans une rue, avec tout ce qui se trouve derrière lui emporté par le vent. Elle est diffusée sur MTV2. Running from Me est le deuxième single de l'album et sort la même année. Sa vidéo montre le groupe portant des masques étranges et les dévoilant sous une pluie battante. Le troisième single, The Fear, sort en 2003.

## Réception critique
Jason D. Taylor de AllMusic félicite le groupe pour sa fidélité à la formule Nu metal et la création de morceaux reconnaissables et contenant des éléments de pop punk, mais n'était pas sûr de leur carrière à long terme lorsqu'on les compare à des groupes similaires comme Linkin Park, concluant que « C'est une honte, car ceux qui sont prêts à donner une chance à cet album trouveront l'un des albums de métal alternatif les plus contagieux de 2002 ». Barry Walters, de Rolling Stone, se montre catégorique quant à l'instrumentation de l'album, affirmant qu'elle suit « les conventions du rock moderne », mais déclare que « la simplicité du chant et la sophistication harmonique aident le groupe à transcender le rock institutionnel et à épouser une pop émotive et sensible ».

## Liste des pistes
Toutes les chansons sont écrites et composées par Kevin Palmer, James Fukai, Josh Moates, et Jason Singleton.
| 1.    | Downfall        | 3:11 |
| 2.    | Falling Apart   | 3:28 |
| 3.    | Hover           | 3:38 |
| 4.    | Running from Me | 3:08 |
| 5.    | Slipping Away   | 3:05 |
| 6.    | Figure 8        | 3:55 |
| 7.    | The Fear        | 3:19 |
| 8.    | Deeper into You | 3:14 |
| 9.    | Drop to Zero    | 3:26 |
| 10.   | Finally         | 4:10 |
| 11.   | Take It All     | 3:13 |
| 37:47 |                 |      |

| 12. | Hover (Quiet Mix) | 3:21 |

| 12. | Today | 3:39 |

| 13. | Closer | 4:05 |

## Personnel
Credits for The Lonely Position of Neutral  adaptés des notes de la pochette.
| Trust Company - Kevin Palmer – Voix, Guitare rythmique - James Fukai – Guitare solo, chœurs - Josh Moates – Guitare basse, chœurs - Jason Singleton – Batterie, chœurs Pochette CD - Jason Harter, Trust Company – Direction artistique - Miriam Santos Kayda – photographie Musiciens additionnels - Don Gilmore – co-auteur sur Falling Apart et Hover | Production - Danny Lohner – Réalisateur artistique - Don Gilmore – Producteur, Ingénieur du son - Les Scurry – Coordonnateur de production - John Ewing Jr. –Ingénieur du son - Joey Paradise – Ingénieur du son assistant - Jordan Schur – Producteur exécutif - Vlado Meller – Mastering aux Sony Music Studios, NYC - Andy Wallace – Mixage aux Soundtrack Studios, NYC |

## Classements
| Classement (2002) | Meilleure position |
| ----------------- | ------------------ |
| US Billboard 200  | 11                 |

| Année | Single          | Classement                | Position |
| ----- | --------------- | ------------------------- | -------- |
| 2002  | Downfall        | US Mainstream Rock Tracks | 6        |
| 2002  | Downfall        | US Modern Rock Tracks     | 6        |
| 2002  | Downfall        | US Billboard Hot 100      | 91       |
| 2002  | Downfall        | UK Singles Chart          | 89       |
| 2002  | Running from Me | US Mainstream Rock Tracks | 24       |
| 2002  | Running from Me | US Modern Rock Tracks     | 22       |

| Pays          | Certification | Ventes   |
| ------------- | ------------- | -------- |
| United States | Or            | 500,000+ |